# 恩斯特·克热内克
恩斯特·克热内克（1900年8月23日—1991年12月22日），美籍奥地利作曲家，音乐理论家。

## 生平
克热内克生于维也纳的一个捷克人家庭。1920–23年間在柏林师从施雷克尔，1926年作歌剧《容尼奏乐》，轰动一时。1938年移居美国，1945年入美国籍，1991年逝世于加利福尼亚州的棕櫚泉。

## 作品

### 作曲
克热内克是著名的多产作曲家，其作品的内容和风格都极为多变。《容尼奏乐》采用了大量爵士乐，30年代起开始运用十二音主义，后来还试验过整体序列主义和电子音乐。但其作品中始终蕴含丰富的情感因素，并不流于技术的堆砌。

### 著作
克热内克也是重要的音乐理论家，著有《对位研究》、《十二音技法的新发展》等著作。

## 個人生活
克熱內克和馬勒次女安娜在1924年1月15日結婚，但他們的關係維持不滿一年。

## 外部連結
- 恩斯特·克热内克的免费乐谱，由国际乐谱典藏计划提供